# التح
التح قرية سورية تتبع ناحية حيش في منطقة معرة النعمان في محافظة إدلب. بلغ عدد سكانها 8,606 نسمة في عام 2004 حسب إحصاء المكتب المركزي للإحصاء.
تقع على بُعد حوالي 13 كم إلى الجنوب الشرقي من مدينة معرة النعمان. يتبع لها إدارياً عدة قرى منها بابولين وتحتايا.